# Vicenç Raventós i Arquer
Vicenç Raventós i Arquer (Poble Sec, Barcelona, 1931 - 27 de desembre de 2012) és un activista social català. Des de 1957 viu a Hostafrancs i participa activament en la vida del barri i treballà de mecànic, de xofer i taxista. El 1965 li fou diagnosticada esclerosi múltiple a l'Hospital de la Vall d'Hebron, on va prendre consciència de la importància del suport personal als afectats. El 1968 va començar a participar en diferents comissions promogudes pel que avui és l'Institut de Disminuïts: barreres arquitectòniques, transport, habitatge i salut.
Posteriorment, va començar a treballar en l'Associació Espanyola d'Esclerosi Múltiple, de la qual va ser delegat territorial a Catalunya. Així, es va dedicar de ple a donar suport als malalts, a informar els diagnosticats per primer cop, visitar personalment malalts en diferents institucions, rebre trucades telefòniques de persones soles, tot això sempre amb la paciència, la fermesa, el somriure i la simpatia que el caracteritzen i que en fan una persona entranyable.
El 1992 es va crear l'Associació Catalana Llar de l'Afectat d'Esclerosi Múltiple, de la qual va ocupar la presidència. Es tracta d'una entitat sense ànim de lucre, dirigida pels mateixos afectats, familiars i voluntaris, que ofereix tot un seguit de serveis per millorar la vida dels afectats. El 2001 va rebre la Medalla d'Honor de Barcelona.